# Lópata-rendellenességek
A lópata-rendellenességek közé azok a betegségek és elváltozások tartoznak, amelyek a lovak patáját megtámadhatják. Ezek a rendellenességek a lovak munkabírását és teljesítőképességét nagy mértékben befolyásolják. A betegségek megelőzhetőek azáltal, hogy a kovácsok rendszeresen ellenőrzik a lovak patáját és időben beavatkoznak, ha az egészséges patánál kóros elváltozások mutathatóak ki. A pata szerkezetének bemutatása a lópata cikkben található.

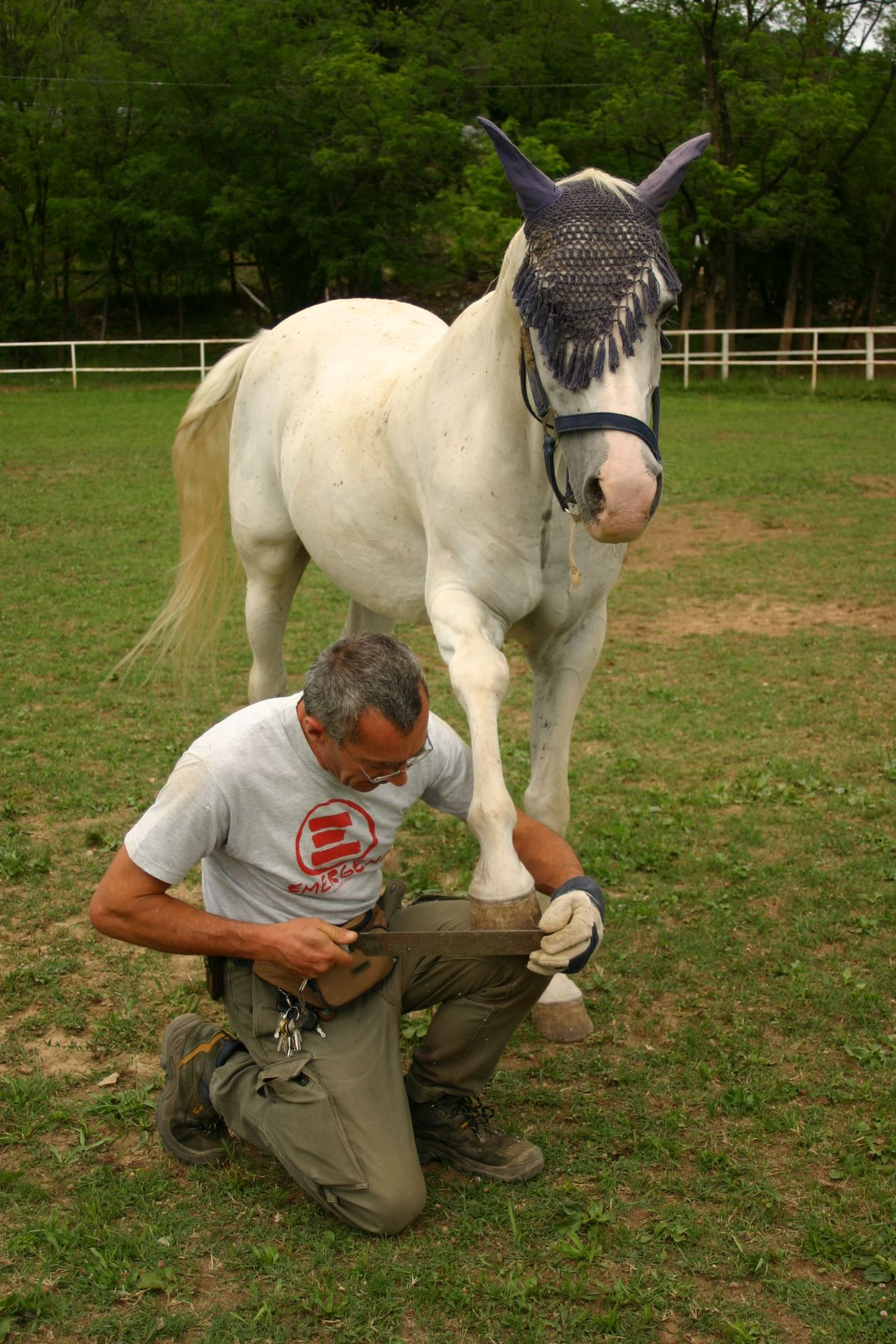
A pata reszelése

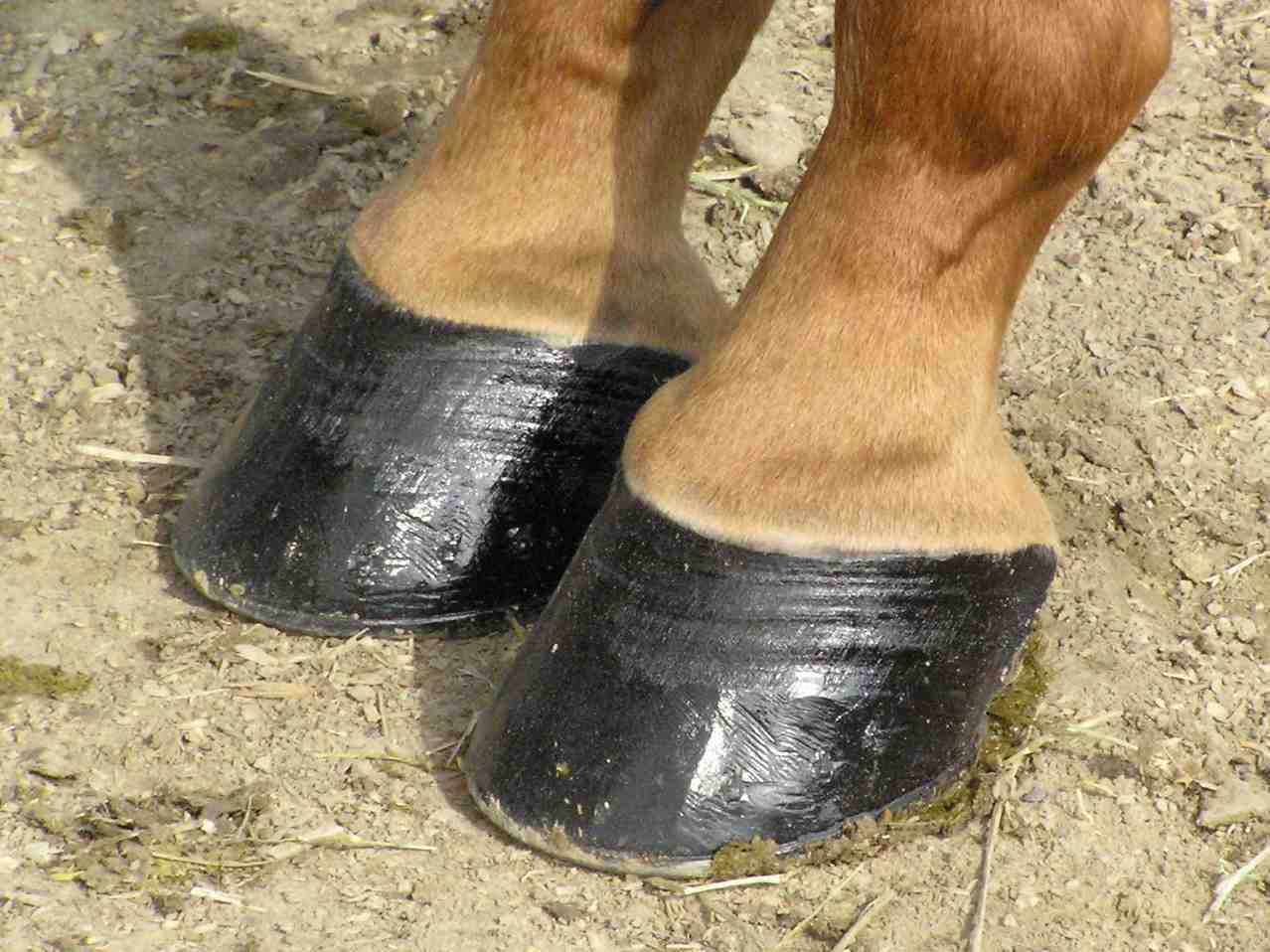
Fényezett és olajozott pata

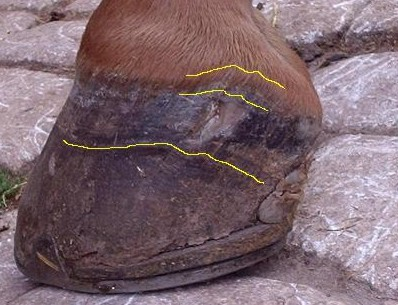
Berepedt pata

## A rendellenességek fajtái

### Törékeny pata
Megfelelő ápolás hiányában a pata szarutokja szárazzá és keménnyé válhat. Rendszeres pataolajozással ez a probléma megelőzhető. A korszerű ápolóolajok nemcsak védik a patát a kiszáradástól, hanem a szaru növekedését is serkentik.

### Puha pata
Amennyiben a pata szarutokja túl puha, meg kell védeni a környezeti hatásoktól. A boxot tisztán és szárazon kell tartani a nedvesedés megelőzésére és pataolajos kezelést kell alkalmazni. Ilyenkor nem szabad a lovat fürdőztetni, mert a víz további felpuhulást eredményezhet.

### Berepedt pata
A ló patája berepedhet a hordozószéltől indulva felfelé, vagy a pártától indulva lefelé. A felfelé induló repedések kevésbé okozhatnak gondot, ha a repedés szélét lereszelik ezzel gátolva a további repedést. A lefelé induló repedések veszélyesek, akár sántaságot is okozhatnak. Amennyiben a repedés nagyon mély, begyulladhat, elfertőződhet a terület, ilyenkor az élő szövetig vissza kell vágni a patát. Súlyos esetekben akrilgyantával vagy fémlappal fogják össze a széleket és ló akár antibiotikumos kezelést is kaphat.

### Savós patairha-gyulladás
Ez a betegség leggyakrabban az elülső lábakon fordul elő. Okai közé tartozik a túlterhelés, például a ló betonon való futtatása. Kiválthatja allergiás reakció is a túl egyhangú étrend miatt, például a sok lucerna adása és a kevés mozgás miatt. Előidézheti még a szervezetben lévő más gyulladás is, például kancáknál a méhgyulladás, vagy a hólyaggyulladás. A betegség nagyon fájdalmas, a ló nehezen viseli, ezért mozgatni nem tanácsos. Onnan ismerhető fel elsősorban, hogy a ló meggörbíti a hátát, fejét előrenyújtva és testsúlyát a hátsó lábaira próbálja áthelyezni, hogy kímélje az elülsőket. Állatorvosi beavatkozás szükséges a krónikus állapot megelőzése érdekében, ugyanis a gyulladás által az irha és a szarutok összeköttetése megszűnik és elfordulhat a patacsont és annak részleges elsorvadásához vezethet. Megoldásként speciális, könnyített patkókat alkalmaznak, és a ló testsúlyát is csökkentik diéta segítségével, hogy a patára kisebb nyomás nehezedjen.

### A pártacsont megbetegedése
A betegség a csüd alatt és a patacsont felett alakul ki. Krónikus betegség, de a sántaság mértéke időszakonként változik. Idős lovaknál jellemzőbb, mint a fiataloknál és az elülső lábakat támadja meg gyakrabban. Gyógyítani nem lehet, de speciális patkók segítségével enyhíteni lehet a pártacsont terhelését és segíteni a ló munkában tartását.

### Nyilallás
A betegség a pata érzékeny szöveteiben alakul ki. A hátsó lábakra jellemző inkább és a sebet valamilyen éles tárgy, szög, fémdarab vagy akár a laza patkó is okozhatja. Gyógyíthatatlan sántaság is kialakulhat, ha a nyír csúcsát érik a sérülések. Gyógyítása úgy történik, hogy a sebesülést okozó fémdarabot minél gyorsabban el kell távolítani, a gyulladás megelőzése érdekében. A sérülést okozó tárgyat nem szabad eldobni, mert a kovács annak alakjából a sérülés mélységére következtethet. A sérült szövetet kivágják, jóddal fertőtlenítik és a lónak tetanuszinjekciót adnak.

### Nyírrothadás
A nyír fertőződésekor a pata rothadásnak indul, kellemetlen szagú váladékképződés indul be. Azok a paták hajlamosabbak a betegségre, amelyek mély nyírbarázdával rendelkeznek. Kezelését állatorvos, vagy patkolókovács végezheti. A fertőzött részeket ki kell vágni, tisztító kefével megtisztítani és fertőtlenítő oldattal kezelni. A gyógyulás érdekében a ló boxát tisztán és szárazon szükséges tartani. Fontos a megelőzés, ezért az erre a betegségre hajlamos lovak patáit gyakrabban szükséges ellenőriztetni a kováccsal.